# Селекция
Селе́кция (лат. seligere — «выбирать») — наука о методах создания новых и улучшения существующих пород животных, сортов растений и штаммов микроорганизмов. Селекция разрабатывает способы воздействия на растения и животных с целью изменения их наследственных качеств в нужном для человека направлении. Селекцией называют также отрасль сельского хозяйства, занимающуюся выведением новых сортов и гибридов сельскохозяйственных культур и пород животных.

## История
Первоначально в основе селекции лежал искусственный отбор, когда человек отбирает растения или животных с интересующими его признаками. До XVI—XVII веков отбор происходил нерегулярно и неметодично: для посева отбирали лучшие плоды (на посадку) или особи (для воспроизводства) просто рассчитывая на повторение результата.
Только в последние столетия, ещё не зная законов генетики, стали использовать отбор сознательно и целенаправленно, скрещивая экземпляры с ярко выраженными полезными свойствами.
Однако методом отбора человек не может получить принципиально новых свойств у разводимых организмов, так как при отборе можно выделить только те генотипы, которые уже существуют в популяции. Поэтому для получения новых пород и сортов животных и растений применяют гибридизацию, скрещивая растения с желательными признаками и в дальнейшем отбирая из потомства те особи, у которых полезные свойства выражены наиболее сильно. Например, один сорт пшеницы отличается прочным стволом и устойчив к полеганию, а сорт с тонкой соломиной не заражается стеблевой ржавчиной. При скрещивании растений из двух сортов в потомстве возникают различные комбинации признаков. Но отбирают именно те растения, которые одновременно имеют прочную соломину и не болеют стеблевой ржавчиной. Так создаётся новый сорт.

### Селекция и генетика
В связи с развитием генетики селекция получила новый импульс к развитию. Генная инженерия позволяет подвергать организмы целенаправленной модификации. Окончательно производится уже отбор лучших, но среди искусственно созданных генотипов.

Селекция как наука оформилась лишь в последние десятилетия. В прошлом она была больше искусством, чем наукой. Навыки, знания и конкретный опыт, нередко засекреченный, были достоянием отдельных хозяйств, переходя от поколения к поколению. Только гению Дарвина удалось обобщить весь этот огромный и разрозненный опыт прошлого, выдвинув идею естественного и искусственного отбора как основного фактора эволюции наряду с наследственностью и изменчивостью.— Н. И. Вавилов. Как строить курс генетики, селекции и семеноводства // Яровизация. — 1939. — № 1. — С. 131—135.

## Общие сведения
Теоретической основой селекции является генетика, так как именно знание законов генетики позволяет целенаправленно управлять закреплением мутаций, предсказывать результаты скрещивания, правильно проводить отбор гибридов. В результате применения знаний по генетике удалось создать более 10 тысяч сортов пшеницы на основе нескольких исходных диких сортов, получить новые штаммы микроорганизмов, выделяющих пищевые белки, лекарственные вещества, витамины и т. п.
К задачам современной селекции относится создание новых и улучшение уже существующих сортов растений, пород животных и штаммов микроорганизмов.
Многолетняя селекционная работа позволила вывести много десятков пород домашних кур, отличающихся высокой яйценоскостью, большим весом, яркой окраской и т. п. А их единый предок — банкивская курица из Юго-Восточной Азии. На территории России не растут дикие представители рода крыжовник. Однако на основе вида крыжовник отклонённый, встречающийся на территории Западной Украины и Кавказе, получено более 300 сортов, многие из которых прекрасно плодоносят в России.
Выдающийся генетик и селекционер академик Н. И. Вавилов писал, что селекционеры должны изучать и учитывать в своей работе следующие основные факторы: исходное сортовое и видовое разнообразие растений и животных; наследственную изменчивость; роль среды в развитии и проявлении нужных селекционеру признаков; закономерности наследования при гибридизации; формы искусственного отбора, направленные на выделение и закрепление необходимых признаков.

## Селекция растений
Основные методы селекции вообще и селекции растений в частности — отбор и гибридизация. Для перекрёстноопыляемых растений применяют массовый отбор особей с желаемыми свойствами. В противном случае невозможно получить материал для дальнейшего скрещивания. Таким образом получают, например, новые сорта ржи. Эти сорта не являются генетически однородными. Если же желательно получение чистой линии — то есть генетически однородного сорта, то применяют индивидуальный отбор, при котором путём самоопыления получают потомство от одной единственной особи с желаемыми признаками. Таким методом были получены многие сорта пшеницы, капусты, и т. п.
Для закрепления полезных наследственных свойств необходимо повысить гомозиготность нового сорта. Иногда для этого применяют самоопыление перекрёстноопыляемых растений. При этом могут фенотипически проявиться неблагоприятные воздействия рецессивных генов. Основная причина этого — переход многих генов в гомозиготное состояние. У любого организма в генотипе постепенно накапливаются неблагоприятные мутантные гены. Они чаще всего рецессивны, и фенотипически не проявляются. Но при самоопылении они переходят в гомозиготное состояние, и возникает неблагоприятное наследственное изменение. В природе у самоопыляемых растений рецессивные мутантные гены быстро переходят в гомозиготное состояние, и такие растения погибают, выбраковываясь естественным отбором.
Несмотря на неблагоприятные последствия самоопыления, его часто применяют у перекрёстноопыляемых растений для получения гомозиготных («чистых») линий с нужными признаками. Это приводит к снижению урожайности. Однако затем проводят перекрёстное опыление между разными самоопыляющимися линиями и в результате в ряде случаев получают высокоурожайные гибриды, обладающие нужными селекционеру свойствами. Это метод межлинейной гибридизации, при котором часто наблюдается эффект гетерозиса: гибриды первого поколения обладают высокой урожайностью и устойчивостью к неблагоприятным воздействиям. Гетерозис характерен для гибридов первого поколения, которые получаются при скрещивании не только разных линий, но и разных сортов и даже видов. Эффект гетерозиготной (или гибридной) мощности бывает сильным только в первом гибридном поколении, а в следующих поколениях постепенно снижается. Основная причина гетерозиса заключается в устранении в гибридах вредного проявления накопившихся рецессивных генов. Другая причина — объединение в гибридах доминантных генов родительских особей и взаимное усиление их эффектов.
В селекции растений широко применяется экспериментальная полиплоидия, так как полиплоиды отличаются быстрым ростом, крупными размерами и высокой урожайностью. В сельскохозяйственной практике широко используются триплоидная сахарная свёкла, четырёхплоидный клевер, рожь и твёрдая пшеница, а также шестиплоидная мягкая пшеница. Получают искусственные полиплоиды при помощи химических веществ, которые разрушают веретено деления, в результате чего удвоившиеся хромосомы не могут разойтись, оставаясь в одном ядре. Одно из таких веществ — колхицин. Применение колхицина для получения искусственных полиплоидов является одним из примеров искусственного мутагенеза, применяемого при селекции растений.
Путём искусственного мутагенеза и последующего отбора мутантов были получены новые высокоурожайные сорта ячменя и пшеницы. Этими же методами удалось получить новые штаммы грибов, выделяющие в 20 раз больше антибиотиков, чем исходные формы. За последние 70 лет выведено более 2250 сортов сельскохозяйственных растений, созданных при помощи физического и химического мутагенеза. Это сорта риса, пшеницы, ячменя, хлопка, рапса, подсолнечника, грейпфрута, яблок, бананов, и многих других растений. Из них 70 % — непосредственно мутанты и 30 % — результат скрещивания мутантов. Химический мутагенез используется сравнительно редко, чаще всего используются гамма излучение (64 %) и рентгеновское излучение (22 %).
При создании новых сортов при помощи искусственного мутагенеза исследователи используют закон гомологических рядов Н. И. Вавилова. Организм, получивший в результате мутации новые свойства, называют мутантом. Большинство мутантов имеет сниженную жизнеспособность и отсеивается в процессе естественного отбора. Для эволюции или селекции новых пород и сортов необходимы те редкие особи, которые имеют благоприятные или нейтральные мутации.
К одному из достижений современной генетики и селекции относится преодоление бесплодия межвидовых гибридов. Впервые это удалось сделать Г. Д. Карпеченко при получении капустно-редечного гибрида. В результате отдалённой гибридизации было получено новое культурное растение — тритикале — гибрид пшеницы с рожью. Отдалённая гибридизация широко применяется в плодоводстве.

## Селекция животных

### Особенности
Основные принципы селекции животных не отличаются от принципов селекции растений. Однако селекция животных имеет некоторые особенности: для них характерно только половое размножение; в основном очень редкая смена поколений (у большинства животных через несколько лет); количество особей в потомстве невелико. Поэтому в селекционной работе с животными важное значение приобретает анализ родословной, качества потомства и совокупности внешних признаков, или экстерьера, характерного для той или иной породы.

### Одомашнивание
Одним из важнейших достижений человека на заре его становления и развития (10—12 тыс. лет назад) было создание постоянного и достаточно надёжного источника продуктов питания путём одомашнивания диких животных. Главным фактором одомашнивания служит искусственный отбор организмов, отвечающих требованиям человека. У домашних животных весьма развиты отдельные признаки, часто бесполезные или даже вредные для их существования в естественных условиях, но полезные для человека. Например, способность некоторых пород кур давать более 300 яиц в год лишена биологического смысла, поскольку такое количество яиц курица не сможет высиживать. Поэтому в естественных условиях одомашненные формы существовать не могут.
Одомашнивание привело к ослаблению действия стабилизирующего отбора, что резко повысило уровень изменчивости и расширило его спектр. При этом одомашнивание сопровождалось отбором, вначале бессознательным (отбор тех особей, которые лучше выглядели, имели более спокойный нрав, обладали другими ценными для человека качествами), затем осознанным, или методическим. Широкое использование методического отбора направлено на формирование у животных определённых качеств, удовлетворяющих человека.
Процесс одомашнивания новых животных для удовлетворения потребностей человека продолжается и в наше время. Например, для получения модной и высококачественной пушнины создана новая отрасль животноводства — пушное звероводство.

### Отбор и типы скрещивания
Отбор родительских форм и типы скрещивания животных проводятся с учётом цели, поставленной селекционером. Это может быть целенаправленное получение определённого экстерьера, повышение молочности, жирности молока, качества мяса и т. д. Разводимые животные оцениваются не только по внешним признакам, но и по происхождению и качеству потомства. Поэтому необходимо хорошо знать их родословную. В племенных хозяйствах при подборе производителей всегда ведётся учёт родословных, в которых оцениваются экстерьерные особенности и продуктивность родительских форм в течение ряда поколений. По признакам предков, особенно по материнской линии, можно судить с известной вероятностью о генотипе производителей.
В селекционной работе с животными применяют в основном два способа скрещивания: аутбридинг и инбридинг.
Аутбридинг, или неродственное скрещивание между особями одной породы или разных пород животных, при дальнейшем строгом отборе приводит к поддержанию полезных качеств и к усилению их в ряду следующих поколений.
При инбридинге в качестве исходных форм используются братья и сестры или родители и потомство (отец—дочь, мать—сын, двоюродные братья—сестры и т. д.). Такое скрещивание в определённой степени аналогично самоопылению у растений, которое также приводит к повышению гомозиготности и, как следствие, к закреплению хозяйственно ценных признаков у потомков. При этом гомозиготизация по генам, контролирующим изучаемый признак, происходит тем быстрее, чем более близкородственное скрещивание используют при инбридинге. Однако гомозиготизация при инбридинге, как и в случае растений, ведёт к ослаблению животных, снижает их устойчивость к воздействию среды, повышает заболеваемость. Во избежание этого необходимо проводить строгий отбор особей, обладающих ценными хозяйственными признаками.
В селекции инбридинг обычно является лишь одним из этапов улучшения породы. За ним следует скрещивание разных межлинейных гибридов, в результате которого нежелательные рецессивные аллели переводятся в гетерозиготное состояние и вредные последствия близкородственного скрещивания заметно снижаются.
У домашних животных, как и у растений, наблюдается явление гетерозиса: при межпородных или межвидовых скрещиваниях у гибридов первого поколения происходит особенно мощное развитие и повышение жизнеспособности. Классическим примером проявления гетерозиса является мул — гибрид кобылы и осла. Это сильное, выносливое животное, которое может использоваться в значительно более трудных условиях, чем родительские формы.
Гетерозис широко применяют в промышленном птицеводстве (пример — бройлерные цыплята) и свиноводстве, так как первое поколение гибридов непосредственно используют в хозяйственных целях.
Отдалённая гибридизация. Отдалённая гибридизация домашних животных менее эффективна, чем растений. Межвидовые гибриды животных часто бывают бесплодными. При этом восстановление плодовитости у животных представляет более сложную задачу, поскольку получение полиплоидов на основе умножения числа хромосом у них невозможно. Правда, в некоторых случаях отдалённая гибридизация сопровождается нормальным слиянием гамет, обычным мейозом и дальнейшим развитием зародыша, что позволило получить некоторые породы, сочетающие ценные признаки обоих использованных в гибридизации видов. Например, в Казахстане на основе гибридизации тонкорунных овец с диким горным бараном архаром создана новая порода тонкорунных архаромериносов, которые, как и архары, пасутся на высокогорных пастбищах, недоступных для тонкорунных мериносов. Улучшены породы местного крупного рогатого скота.

### Достижения российских и белорусских селекционеров-животноводов
Селекционерами России достигнуты значимые успехи в создании новых и улучшении существующих пород животных. Так, костромская порода крупного рогатого скота отличается высокой молочной продуктивностью — более 10 тыс. кг молока в год. Сибирский тип российской мясо-шерстной породы овец характеризуется высокой мясной и шёрстной продуктивностью. Средняя масса племенных баранов составляет 110—130 кг, а средний настриг шерсти в чистом волокне — 6—8 кг. Большие достижения имеются также в селекции свиней, лошадей, кур и многих других животных.
В результате длительной и целенаправленной селекционно-племенной работы учёными и практиками Беларуси выведен чёрно-пёстрый тип крупного рогатого скота. Коровы этой породы в хороших условиях кормления и содержания обеспечивают удои по 4—5 тыс. кг молока жирностью 3,6— 3,8 % в год. Генетический же потенциал молочной продуктивности чёрно-пёстрой породы составляет 6,0—7,5 тыс. кг молока за лактацию. В хозяйствах Беларуси насчитывается около 300 тыс. голов скота такого типа.
Породы белорусских чёрно-пёстрых и крупных белых свиней созданы специалистами селекционного центра БелНИИ животноводства. Такие породы свиней отличаются тем, что животные достигают живой массы 100 кг за 178—182 дня на контрольном откорме при среднесуточном приросте свыше 700 г, а приплод составляет 9—12 поросят за опорос.
Различные кроссы кур (например, Беларусь-9) характеризуются высокой яйценоскостью: за 72 недели жизни — 239—269 яиц при средней массе каждого 60 г, что соответствует показателям высокопродуктивных кроссов на международных конкурсах.
Продолжается селекционная работа по укрупнению, повышению скороспелости и работоспособности лошадей белорусской упряжной группы, улучшению продуктивного потенциала овец по настригу шерсти, живой массе и плодовитости, по созданию линий и кроссов мясных уток, гусей, высокопродуктивной породы карпа и других.